# Avant

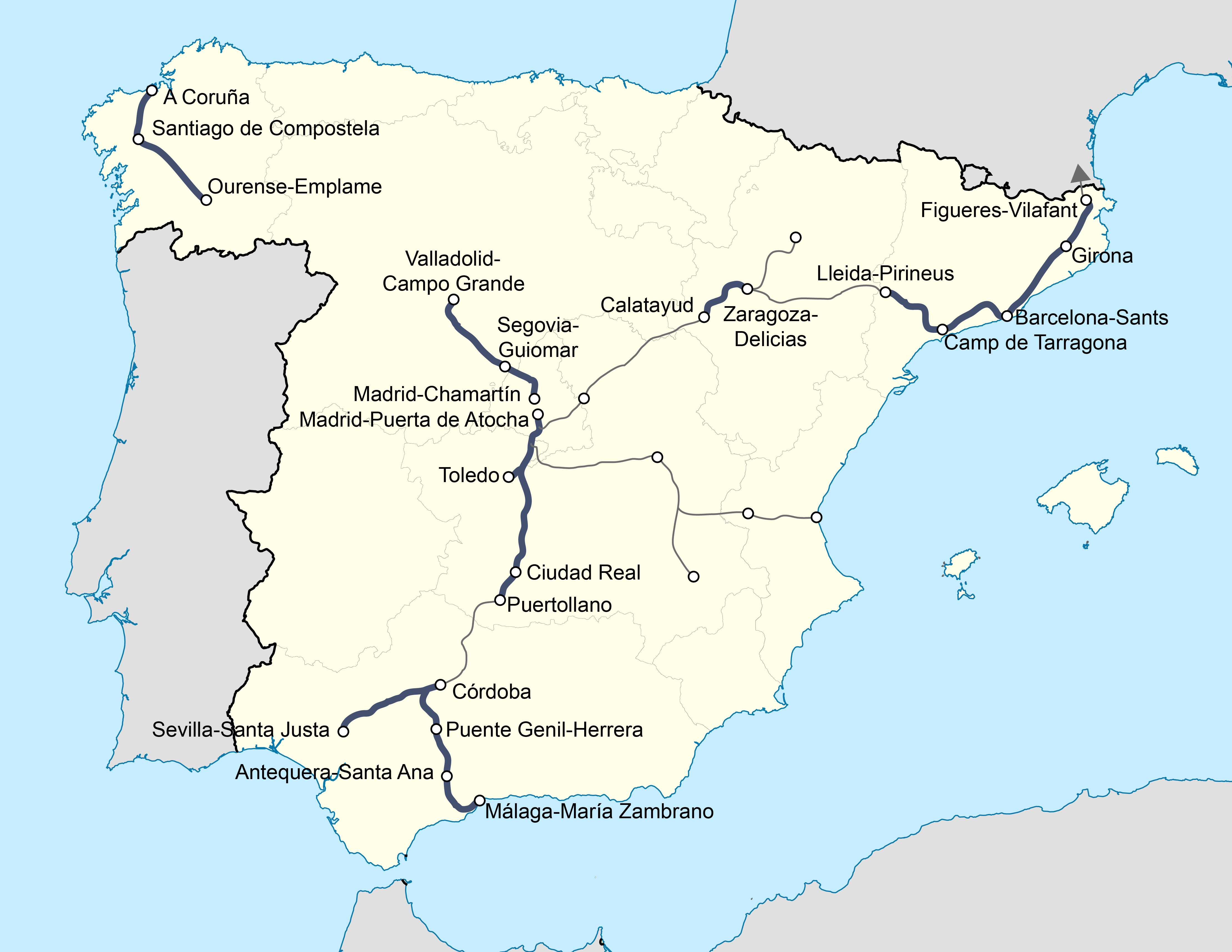
Az Avant járatok útvonalai

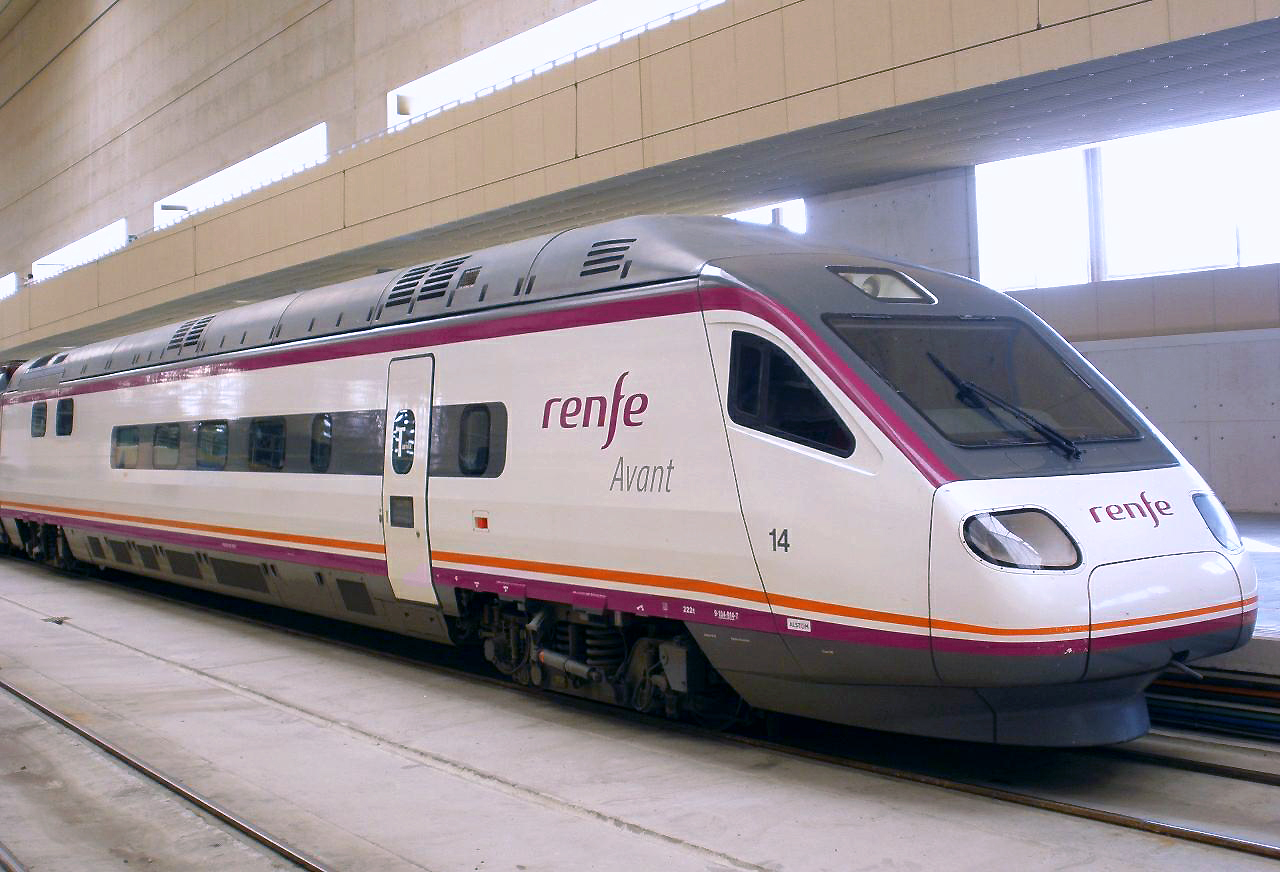
Egy Avant járat Zaragoza állomáson

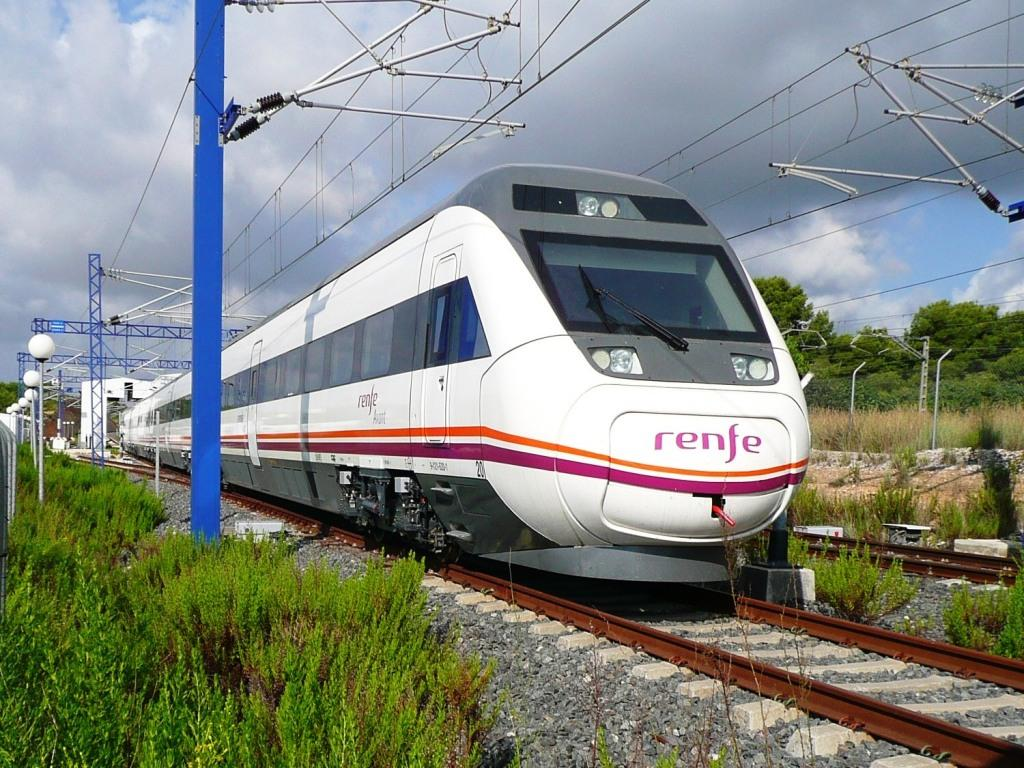
RENFE 121 sorozatú motorvonat, mint Avant járat

Az Avant egy vasúti szolgáltatás és márkanév Spanyolországban.

## Járművek
Az Avant szolgáltatást az alábbi járművek szolgálják ki:
- RENFE 104 sorozat
- RENFE 114 sorozat
- RENFE 121 sorozat

## Kiszolgált állomások
Az Avant járatok az alábbi viszonylatokon közlekednek (2013):
- Madrid-Puerta de Atocha <> Ciudad Real (53 perc) <> Puertollano (1ó 13 perc) - RENFE 104 sorozat.
- Madrid-Puerta de Atocha <> Estación de Toledo (30 perc) - RENFE 104 sorozat
- Sevilla-Santa Justa <> Córdoba Central (40 perc) <> Puente Genil-Herrera (1ó 12 perc) <> Antequera-Santa Ana (1ó 26 perc) <> Málaga-María Zambrano (1ó 55 perc) - RENFE 104 sorozat
- Barcelona-Sants <> Camp de Tarragona (41 perc) <>Lérida-Pirineos (1ó 15 perc) - RENFE 114 sorozat
- Barcelona-Sants <> Girona (37 perc) <> Figueras-Vilafant (55 perc) - RENFE 103 sorozat
- Madrid-Chamartín <> Segovia-Guiomar (28 perc) <> Valladolid-Campo Grande (1ó 5 perc) - RENFE 114 sorozat
- A Coruña <> Vigo ( 1ó 20 perc) - RENFE 121 sorozat
- Santiago de Compostela <> Orense-Empalme (38 perc) - RENFE 121 sorozat
- Valencia-Joaquín sorolla <> Cuenca-Fernando Zóbel (1ó) <> Ciudad Real Central (2ó 26 perc) <> Puertollano (2ó 41 perc) <> Cordoba Central (3ó 25perc) <> Puente Genil-Herrera (3ó 55perc) <> Antequera-Santa Ana (4ó 10perc) <> Málaga-María Zambrano (4ó 36perc) - RENFE 104 sorozat